# Nukulaelae

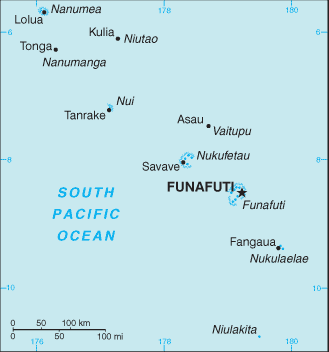
Lägeskarta

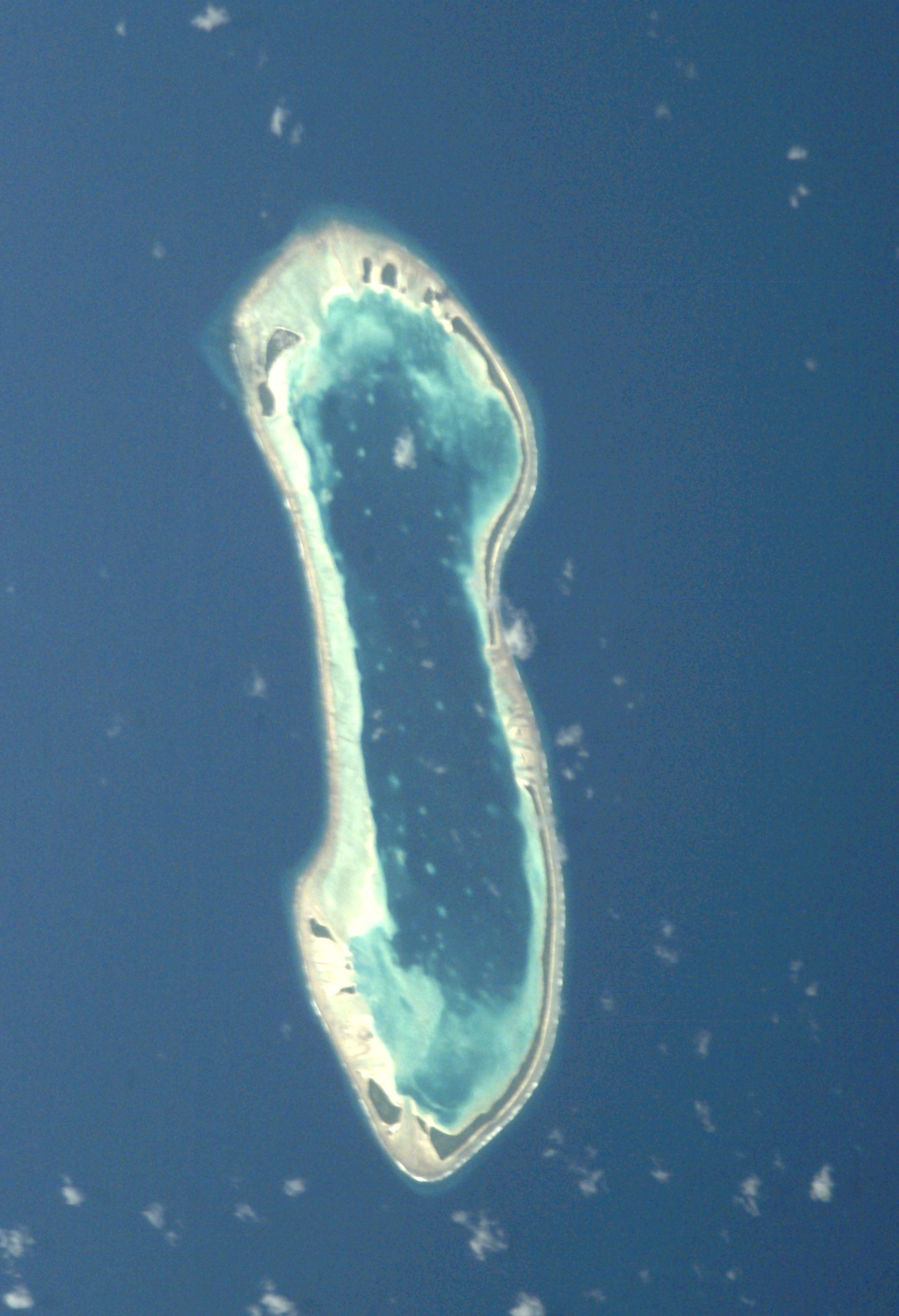
Nukulaelae

Nukulaelae (tuvaluanska Nukulaelae) är en korallatoll i Tuvalu i sydvästra Stilla havet.

## Geografi
Nukulaelae ligger cirka 110 km sydöst om Funafuti. 
Korallatollen har en areal om ca 43 km² med en landmassa på ca 1,82 km², med en längd på cirka 11 km och ca 4 km bred. Atollen utgörs till stora delar av ett korallrev och består av 9 större öar och 10 mindre öar och har en stor lagun. De nitton öarna är:

- Asia
- Aula
- Fangaua
- Fenualago
- Fetuatasi
- Kalilaia
- Kavutu
- Motala
- Motualama
- Motukatuli
- Motukatuli Foliki
- Muliteatua
- Niuoko
- Tapuaelani
- Teafatule
- Teafuafatu
- Temotuloto
- Temotutafa
- Tumiloto

Den högsta höjden når endast några meter över havsytan.
Befolkningen uppgår till ca 400 invånare där de flesta bor i orterna Pepesala och Nukualofa på huvudön Fangaua i atollens västra del. Förvaltningsmässigt utgör atollen ett eget "Island council" (distrikt).
Ön kan endast nås med fartyg då den saknar flygplats.

## Historia
Tuvaluöarna beboddes av polynesier sedan 1000-talet f.Kr.
Den amerikanske kapten George Barrett blev den 6 november 1821 den förste europé att besöka Nukulaelae som han då namngav De Peyster's Group.
1861 introducerades kristendomen på atollen i och med ankomsten av folk från ön Elekana bland Cooköarna. Idag finns ett minnesmärke "Elekana Memorial" vid Olataga i atollens södra del.
Åren 1865 till 1890 var delar av atollen utarrenderade till tyska handelsmän.
Den 7 februari 1979 slöts ett vänskapsfördrag med USA som då gav upp sina krav på och erkände Tuvalus anspråk på öarna Funafuti, Nukefetau, Nukulaelae och Nurakita som del av Tuvalu.